# Acta Philosophica Fennica

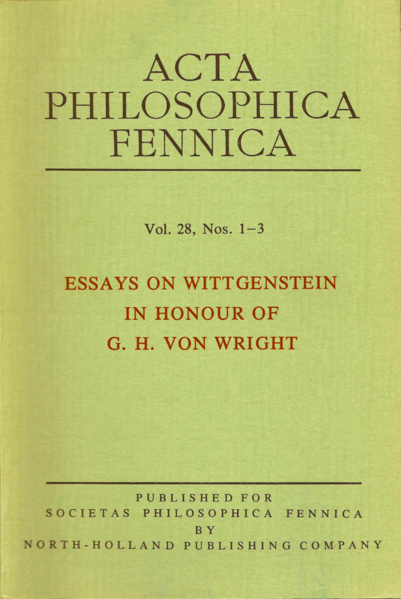
Acta Philosophica Fennica Vol. 28, 1976.

Acta Philosophica Fennica je recenzovaný odborný časopis, který vydává Filosofická společnost Finska. Jsou v něm publikovány články o filosofii, se zvláštním ohledem na příspěvky finských filosofů. Původně vycházel v němčině. Po druhé světové válce začala ve filosofii dominovat angličtina, a proto dnes časopis vychází v angličtině. Vedoucím redaktorem časopisu je Ilkka Niiniluoto.